# Bryopolia tribulis
Bryopolia tribulis är en fjärilsart som beskrevs av Plante 1983. Bryopolia tribulis ingår i släktet Bryopolia och familjen nattflyn. Inga underarter finns listade i Catalogue of Life.